# Josep Sunyol

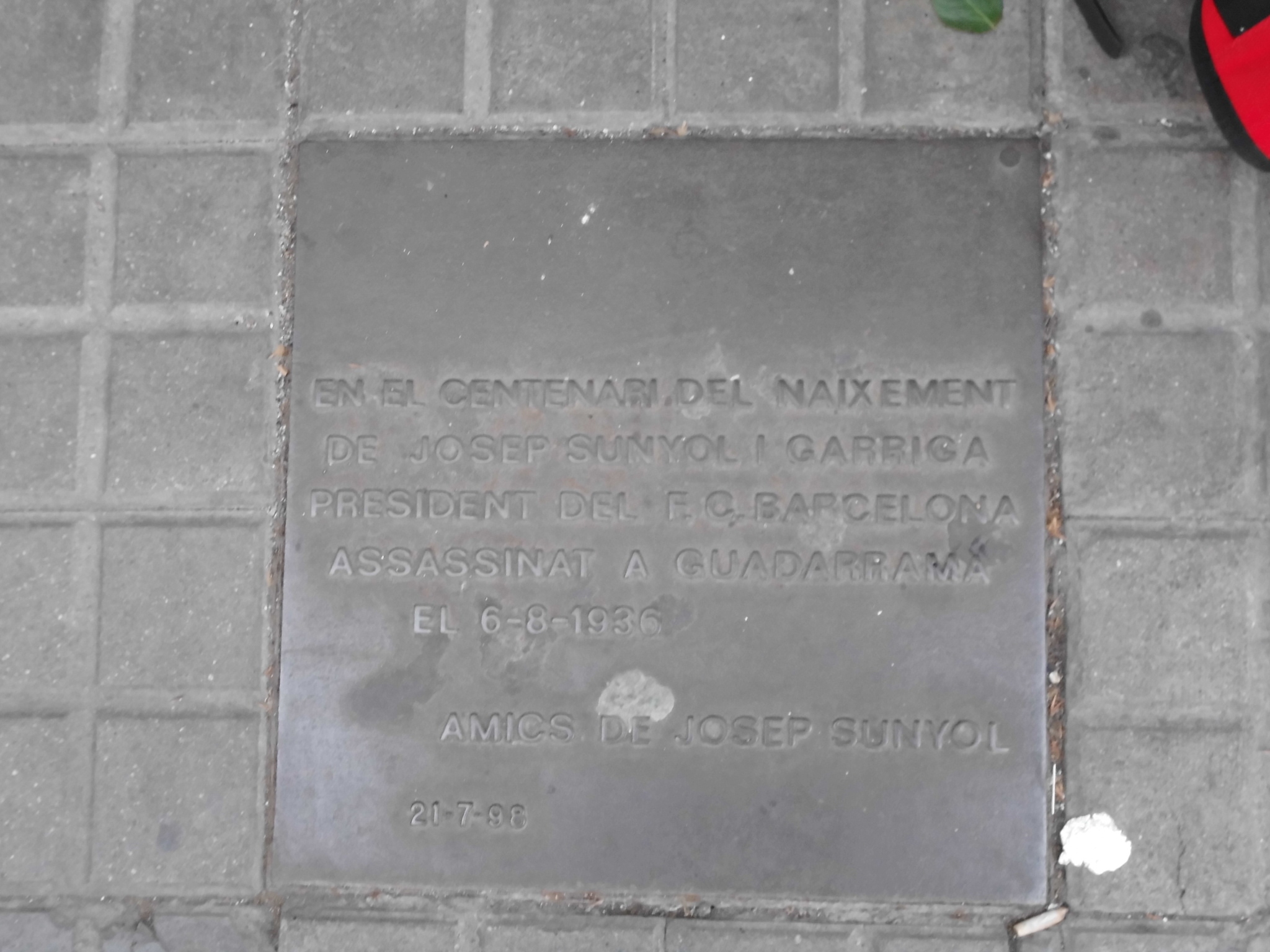
Meu filho

Josep Sunyol i Garriga, por vezes grafado da maneira castelhana José Suñol i Garriga (Barcelona, 21 de julho de 1898 - Serra de Guadarrama, 6 de agosto de 1936), foi um político espanhol, de ideologia nacionalista catalã e presidente do Fútbol Club Barcelona.
Membro da Esquerda Republicana da Catalunha, disputou lugar nas Cortes Espanholas durante todas as legislaturas (eleito em 1931, 1933 e 1936). Em 1935 elegeu-se presidente do Fútbol Club Barcelona. No ano de 1933, havia sido eleito à presidência do Real Clube de Automobilismo da Catalunha, cargo que exerceu até novembro de 1934. Em agosto de 1936, em virtude de suas atividades políticas, visitava a frente de Serra de Guadarrama quando o motorista errou o caminho, vindo a parar em uma zona controlada por tropas franquistas. Reconhecido, foi preso e fuzilado sem julgamento pelos insurgentes, junto a dois companheiros seus, o jornalista Ventura Virgili e um oficial.
Entre 16 de novembro de 1937 e 17 de janeiro de 1939, a junta governamental blaugrana decidiu por considerá-lo presidente 'ausente'.